# Copa Real Federación Española de Fútbol 2018-19
La Copa Real Federación Española de Fútbol 2018-19 fue la 26.ª edición de dicha competición española. Se disputó en dos fases, una entre equipos de la misma comunidad autónoma entre julio y noviembre dependiendo de la autonomía. La segunda fase es la fase nacional, en la que los campeones de cada comunidad se enfrentaron a equipos eliminados de las primeras rondas de la Copa del Rey. En esta competición, a diferencia de la Copa del Rey, pudieron participar los filiales de los equipos siempre que no participe también el primer equipo.
Esta competición se inició el 25 de julio de 2018 y finalizó el 28 de marzo de 2019.

## Equipos clasificados

### Campeón vigente
- Pontevedra CF

### Campeones regionales
| - Betis Deportivo - Huétor Tájar - CD Lealtad - SD Ejea - SCR Peña Deportiva - Tenerife B - CD Tropezón - UD Socuéllamos CF - Arandina CF | - UE Llagostera - Real Unión de Irún - CP Cacereño - Bergantiños CF - Fútbol Alcobendas Sport - FC Cartagena B - CD Varea - Peña Sport FC - CD Roda |

### Eliminados de la Copa del Rey
| - Barakaldo CF - AD Ceuta FC - UB Conquense - UE Cornellà - Cultural Durango - CD Don Benito (R) - Gimnástica de Torrelavega (R) - Internacional de Madrid - UP Langreo | - Marbella FC - CD Mensajero - CD Mirandés - CDA Navalcarnero - UD Poblense - Rápido de Bouzas (R) - CF Talavera de la Reina - CD Teruel - Yeclano Deportivo |

(R) renuncia a disputar la competición.

## Fase nacional

### Fase previa
El sorteo correspondiente a la fase previa se efectuó el 26 de octubre de 2018.

Los partidos de ida de esta fase se disputaron entre el 31 de octubre y el 1 de noviembre de 2018 y los de vuelta el 7 de noviembre de 2018
| Equipo 1                | Agr. | Equipo 2                | Ida | Vuelta |
| ----------------------- | ---- | ----------------------- | --- | ------ |
| CD Teruel               | 3–1  | CD Roda                 | 1-0 | 2-1    |
| Internacional de Madrid | 5–2  | Fútbol Alcobendas Sport | 1-2 | 4-0    |

### Dieciseisavos de final
El sorteo correspondiente a los dieciseisavos de final se efectuó el 26 de octubre de 2018, a la vez que el sorteo de la fase previa.

Los partidos de ida de esta fase se disputaron entre el 15 y el 21 de noviembre de 2018 y los de vuelta entre el 22 de noviembre y el 6 de diciembre de 2018.
| Equipo 1                | Agr.     | Equipo 2                | Ida | Vuelta |
| ----------------------- | -------- | ----------------------- | --- | ------ |
| CD Lealtad              | 1–2      | Bergantiños CF          | 1-1 | 0-1    |
| Pontevedra CF           | 3–2      | UP Langreo              | 1-1 | 2-1    |
| Cultural Durango        | 3–5      | Real Unión de Irún      | 0-2 | 3-3    |
| CD Tropezón             | 5–6      | Barakaldo CF            | 2-3 | 3-3    |
| Peña Sport FC           | 3–0      | CD Varea                | 1-0 | 2-0    |
| Arandina CF             | 4–4(2-4) | CD Mirandés             | 2-2 | 2-2    |
| SCR Peña Deportiva      | 0–1      | UE Llagostera           | 0-0 | 0-1    |
| SD Ejea                 | 1–2      | UD Poblense             | 1-0 | 0-2    |
| UE Cornellà             | 6–6(v.)  | CD Teruel               | 4-1 | 2-5    |
| CP Cacereño             | 1–4      | CF Talavera de la Reina | 0-2 | 1-2    |
| CDA Navalcarnero        | 6–4      | CD Mensajero            | 1-2 | 5-2    |
| Internacional de Madrid | 4–1      | Tenerife B              | 2-1 | 2-0    |
| UB Conquense            | 4–4(v.)  | Yeclano Deportivo       | 2-1 | 2-3    |
| FC Cartagena B          | 3–9      | UD Socuéllamos CF       | 2-3 | 1-6    |
| Huétor Tájar            | 3–4      | Betis Deportivo         | 2-2 | 1-2    |
| Marbella FC             | 3–3(v.)  | AD Ceuta FC             | 2-2 | 1-1    |

### Octavos de final
El sorteo correspondiente a los octavos de final se efectuó el 13 de diciembre de 2018.

Los partidos de ida de esta fase se disputaron entre el 9 y el 10 de enero de 2019 y los de vuelta entre el 23 y 24 de enero de 2019.
| Equipo 1                | Agr.     | Equipo 2                | Ida | Vuelta |
| ----------------------- | -------- | ----------------------- | --- | ------ |
| Bergantiños CF          | 0–2      | Internacional de Madrid | 0-0 | 0-2    |
| Pontevedra CF           | 1–1(v.)  | CDA Navalcarnero        | 0-0 | 1-1    |
| Barakaldo CF            | 2–5      | CD Mirandés             | 2-3 | 0-2    |
| Peña Sport FC           | 3–7      | Real Unión de Irún      | 3-3 | 0-4    |
| UE Llagostera           | 2–3      | UB Conquense            | 1-1 | 1-2    |
| UE Cornellà             | 3–3(4-3) | UD Poblense             | 1-2 | 2-1    |
| CF Talavera de la Reina | 1–2      | UD Socuéllamos CF       | 1-0 | 0-2    |
| Betis Deportivo         | 2–2(4-5) | AD Ceuta FC             | 2-0 | 0-2    |

### Cuartos de final
El sorteo correspondiente a los cuartos de final se efectuó el 25 de enero de 2019.

Los partidos de ida de esta fase se disputaron el 6 de febrero de 2019 y los de vuelta el 13 de febrero de 2019.
| Equipo 1                | Agr.     | Equipo 2           | Ida | Vuelta |
| ----------------------- | -------- | ------------------ | --- | ------ |
| Internacional de Madrid | 2–1      | UB Conquense       | 1-1 | 1-0    |
| Pontevedra CF           | 1–3      | UE Cornellà        | 0-1 | 1-2    |
| CD Mirandés             | 4–4(v.)  | Real Unión de Irún | 1-0 | 3-4    |
| AD Ceuta FC             | 0–0(0-3) | UD Socuéllamos CF  | 0-0 | 0-0    |

### Semifinales
El sorteo correspondiente a las semifinales se efectuó el 15 de febrero de 2019.

Los partidos de ida de esta fase se disputaron el 28 de febrero de 2019 y los de vuelta el 6 de marzo de 2019.
| Equipo 1                | Agr. | Equipo 2          | Ida | Vuelta |
| ----------------------- | ---- | ----------------- | --- | ------ |
| Internacional de Madrid | 2–3  | UE Cornellà       | 2-2 | 0-1    |
| CD Mirandés             | 4–1  | UD Socuéllamos CF | 3-0 | 1-1    |

### Final
El sorteo correspondiente al orden de los partidos de la final del torneo se efectuó el 15 de febrero de 2019, a la vez que el sorteo de las semifinales.

La final a doble partido tuvo lugar los días 21 y 28 de marzo.
| Equipo 1    | Agr. | Equipo 2    | Ida | Vuelta |
| ----------- | ---- | ----------- | --- | ------ |
| CD Mirandés | 5–2  | UE Cornellà | 3-0 | 2-2    |